# Família Ducas
Ducas (em latim: Ducas; em grego: Δούκας; romaniz.: Doúkas; em albanês: Duka; pl. Doukai/Ducae), na sua forma feminina Ducena (em latim: Ducaena; em grego: Δούκαινα; romaniz.: Doúkaina), foi uma família nobre grega bizantina, cujos ramos forneceram vários generais e governantes notáveis para o Império Bizantino nos séculos IX-XI. Seu nome deriva do título latino duque (em latim: dux; "líder, general"; em grego: δοὺξ; romaniz.: doux). Uma linhagem matrilinear, os Comnenoducas (em latim: Comnenoducas; em grego: Κομνηνοδούκας), fundaram o Despotado do Epiro no século XIII, com outro ramo governante a Tessália.
Após o século XII, o nome "Ducas" e outras variantes se proliferaram através do mundo bizantino e foram às vezes apresentadas como significando uma relação genealógica direta com a família original ou o ramo posterior baseado no Despotado do Epiro. A continuidade da descendência entre os vários ramos da família original do período bizantino médio é incerto, e historiadores geralmente reconhecem vários grupos distintos de Ducas com base em sua ocorrência nas fontes contemporâneas. Segundo Demetrios I. Polemis, que compilou o único trabalho panorâmico sobre os portadores do nome Ducas, em vista desta carência da continuidade genealógica "seria um erro ver os grupos de pessoas designadas pelo cognome de Ducas como formando uma grande família".

## História

### Origens
Nada se sabe com certeza sobre a origem da família. A tradição posterior, mencionada pelo historiador Nicéforo Briênio, o Jovem, afirma que eles descendem de um primo do imperador romano Constantino (r. 306–337) que havia migrado para Constantinopla no século IV e alegadamente tornou-se o governador da cidade com o título de duque. Esta tradição é, contudo, evidentemente uma invenção dos cronistas cortesões do século XI criada para glorificar a família, que naquele tempo era a dinastia reinante. De fato, é mais provável que o sobrenome deriva da posição militar relativamente comum de duque. Nada se sabe sobre a origem da família. Vários autores levantaram a possibilidade de uma ascendência armênia, mas é quase certo que os Ducas foram falantes nativos do grego, provavelmente da Paflagônia no centro-norte da Anatólia, onde seus estados estavam localizadas.

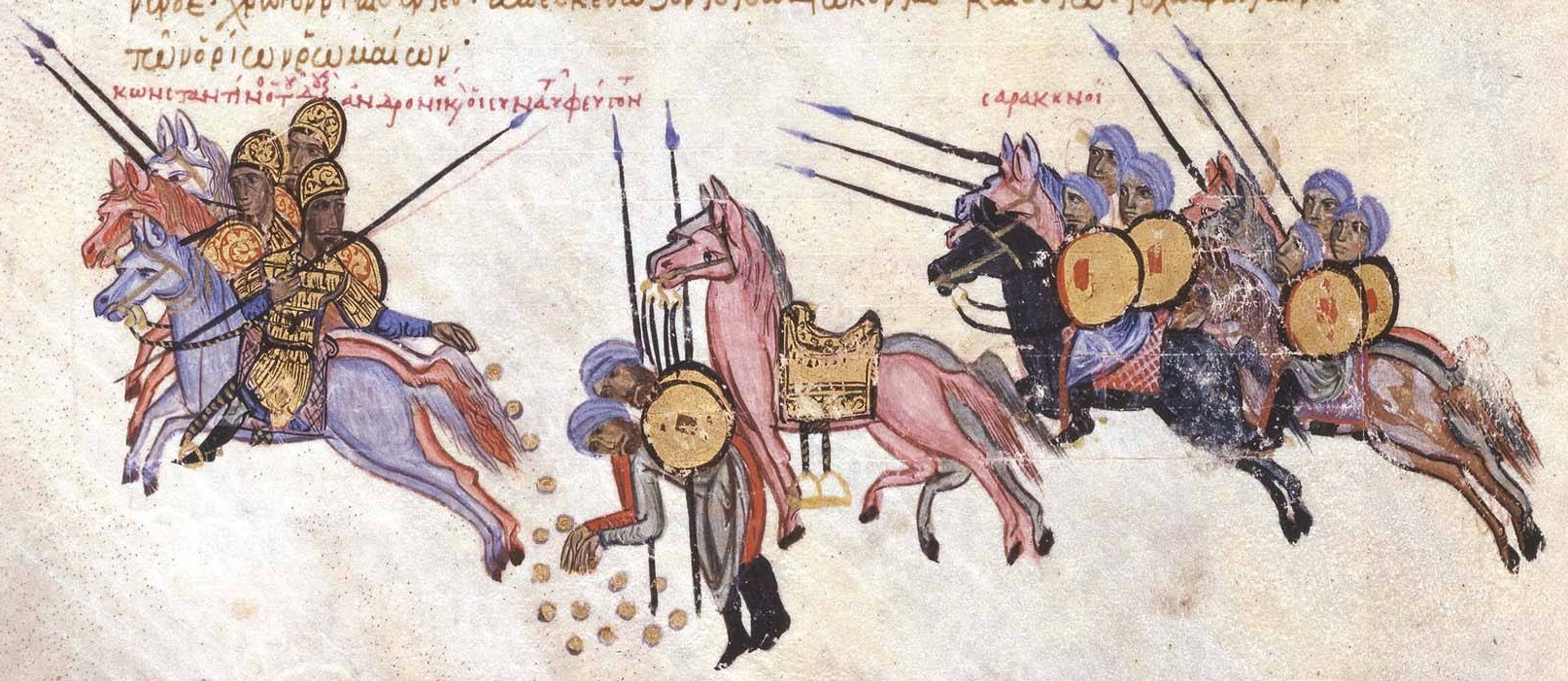
Constantino Ducas escapa do cativeiro árabe jogando moedas de ouro para trás para atrasar seus perseguidores. Iluminura do Escilitzes de Madri

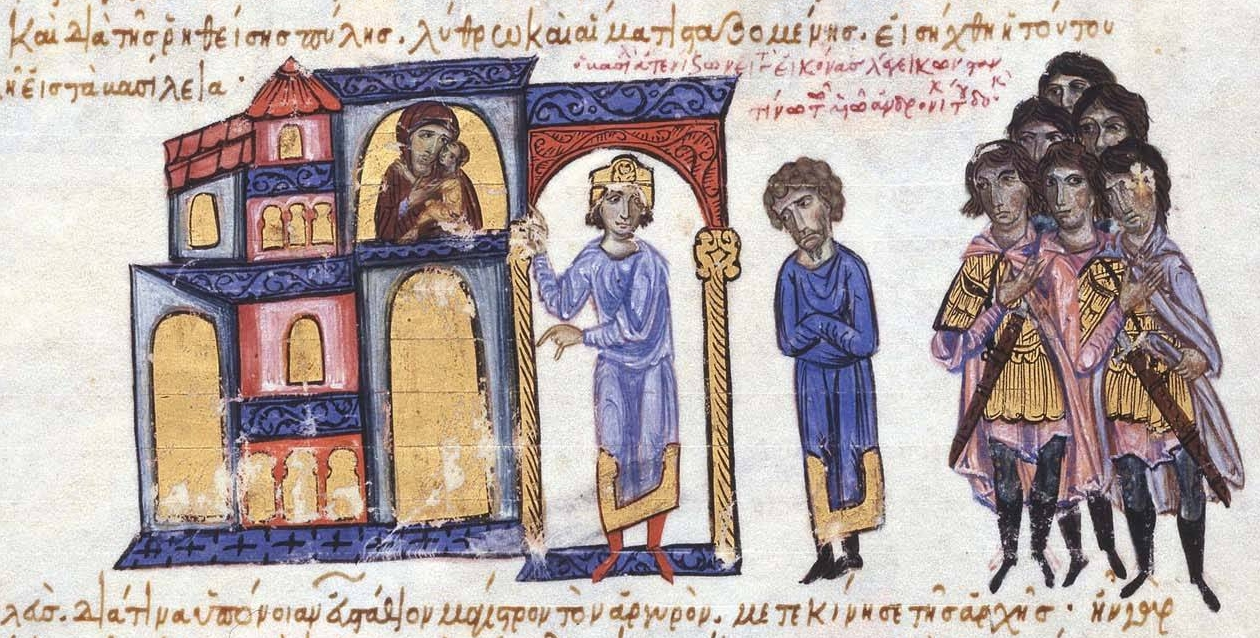
Leão admoestando Constantino a não tentar usurpar o trono. Iluminura do Escilitzes de Madri

### Ducas do começo doséculo X
O primeiro representante da família aparece em meados do século IX, durante a regência da imperatriz Teodora (r. 842–855), quando foi enviado para converter forçosamente os paulicianos à ortodoxia. Ele é conhecido apenas como "o filho de Dux", embora João Escilitzes interpole o nome de Andrônico, provavelmente em confusão com Andrônico Ducas (ver a seguir). Esse nome é também utilizado por algumas fontes modernas, por exemplo na Prosopographie der mittelbyzantinischen Zeit (Andronikos #433).
O primeiro ramo da família alcançou a proeminência no começo do século X (eles são geralmente referidos com a forma arcaica Dux em vez de Ducas nas fontes) com Andrônico Ducas e seu filho Constantino Ducas. Ambos foram generais seniores durante o reinado de Leão VI, o Sábio (r. 886–912). Em cerca de 904, Andrônico envolveu-se numa rebelião mal-sucedida e foi forçado a fugir para Bagdá onde foi assassinado em cerca de 910. Constantino conseguiu escapar e foi restaurar a alto ofício, tornando-se doméstico das escolas.
Andrônico seria morto junto com seu filho Gregório e neto Miguel num golpe mal-sucedido em junho de 913. Estas mortes, junto com a castração e exílio do filho mais jovem de Constantino, Estêvão, e a morte de um Nicolau Ducas (de relação incerta com os outros) na Batalha de Catasirtas em 917, marca o fim do primeiro grupo de Ducas registrados nas fontes bizantinas. É provável, como o historiador do século XII Zonaras registra, que a linhagem dos Ducas terminou, e que os postadores posteriores do nome foram descendentes através da linhagem feminina.

### Lidos-Ducas sob Basílio II

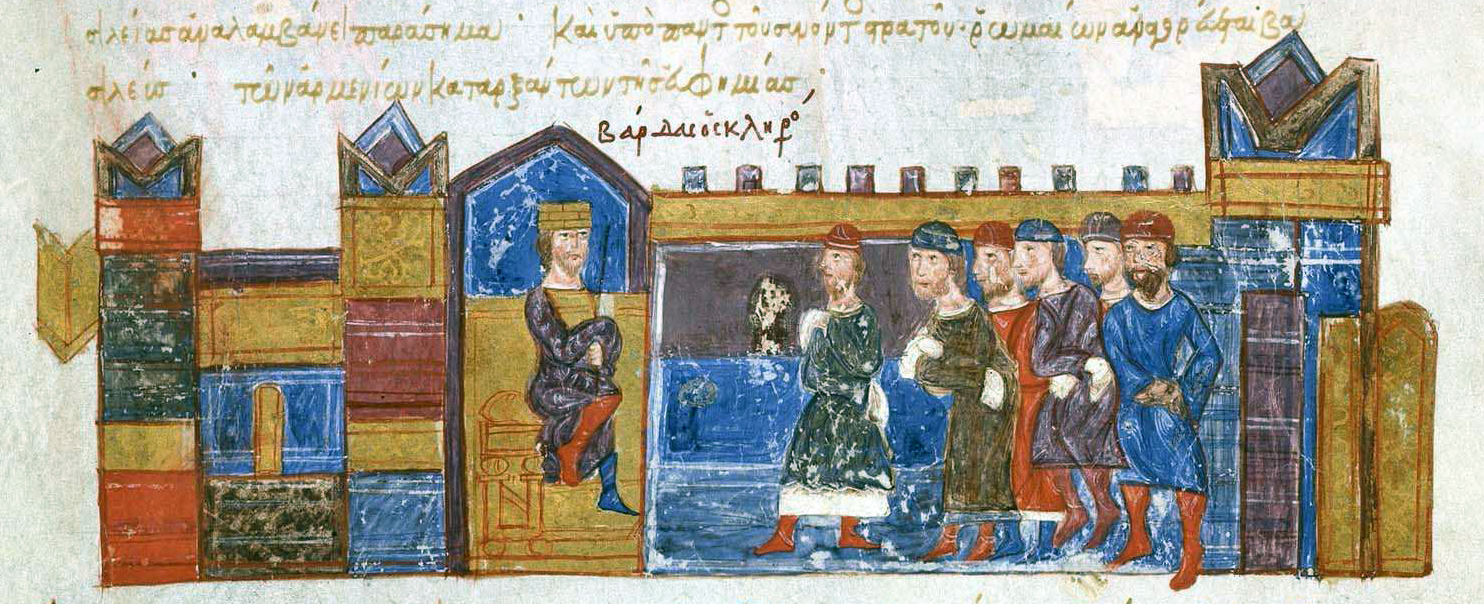
Proclamação de Bardas Esclero como imperador. Iluminura do Escilitzes de Madrid

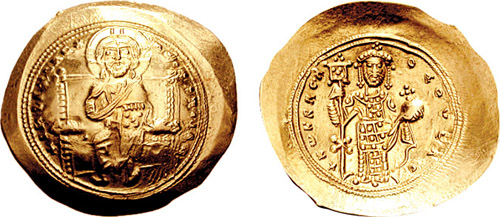
Histameno do imperador r.

Próximo ao fim do século X, apareceu uma segunda família, às vezes conhecida como Lidos ("os Lídios", provavelmente indicando sua origem). Seus membros foram Andrônico Duque Lido e seus filhos, Cristóvão e Bardas, o último conhecido com a alcunha de Mongo ("rouco, áspero"). É incerto se o duque no nome de Andrônico é um sobrenome ou uma posição militar; alguns estudiosos consideram-os como pertencentes do clã Ducas, embora a relação exata com os primeiros Ducas, se houve alguma, é impossível de precisar. A família esteve envolvida na rebelião de 976–979 de Bardas Esclero contra Basílio II Bulgaróctono (r. 976–1025), mas os filhos foram depois perdoados e retomaram suas carreiras. Bardas, o Mongo é atestado tão tarde quanto 1017, quando liderou uma expedição militar contra os cazares.

### Dinastia Ducas
O terceiro grupo da família, os Ducas do século XI, era o mais numeroso e distinto, fornecendo vários generais, governadores e fundando a dinastia ducida que governou o império de 1059 até 1081. Estes Ducas parecem ter vindo da Paflagônia, e foram excessivamente ricos, possuindo extensas propriedades na Anatólia. Novamente, a relação deste grupo com os Ducas dos séculos IX e X é incerta; os escritores contemporâneos Miguel Pselo e Nicolau Calicles. Os membros mais famosos deste grupo foram os fundadores da dinastia, Constantino X Ducas (r. 1059–1067), seu irmão o catepano e césar João, seus filhos Miguel VII (r. 1071–1078), Constâncio e Andrônico, o filho e coimperador de Miguel, Constantino, e o filho de João, o general Andrônico.
Durante este período, a família casou-se com outros clãs aristocráticos: antes de tornar-se imperador, Constantino X casou-se com uma membro da poderosa família Dalasseno, e tomou como segunda esposa Eudócia Macrembolitissa, sobrinha do patriarca Miguel Cerulário. Outras ligações dinásticas foram feitas com os clãs da aristocracia militar anatólia, incluindo os Paleólogos e Pegonitas. A conexão mais importante, contudo, foi com os Comnenos: em 1077, Aleixo Comneno, então general e depois imperador (r. 1081–1118), casou-se com Irene Ducena, a bisneta de Constantino X; o nome familiar Comnenoducas foi frequentemente utilizado. Esta aliança matrimonial crucial à ascensão de Aleixo: seu casamento com uma Ducena o fez sênior frente a seu irmão mais velho Isaac, e foi o financiamento e apoio político dos Ducas que amplamente facilitou o golpe bem-sucedido e sangrento que levou-o ao trono.

### Sob os Comnenos
Sua associação com os Comnenos ajudou a assegurar a continuação da proeminência e prestígio do nome Ducas no ápice da aristocracia bizantina do período Comneno, e o prestígio dos membros da família entre os mais altos oficiais do Estado bizantino. Durante o reinado de Aleixo I, os Ducas continuaram a desempenhar um importante papel: Constantino Ducas foi reconhecido como herdeiro-aparente e prometido a Ana Comnena (embora perdeu seu título quando o futuro João II Comneno nasceu); e os irmãos de Irene Ducena, o protoestrator Miguel Ducas e o grande duque João Ducas estavam entre os líderes militares mais proeminentes do final do século XI.
A própria imperatriz Irene Ducena era uma membra da família Ducas, e deu o nome a seu filho João Comneno Ducas, que depois se tornaria João II Comneno.
Durante o século XII, o prestígio do nome Ducas significou que foi frequentemente utilizado como segundo sobrenome por membros de outras famílias, mesmo se remotamente (e geralmente matrilinearmente) relacionados com os verdadeiros Ducas, que tornaram-se relativamente obscuros após a virada do século. É, portanto, impossível distinguir claramente os numerosos portadores do nome ou discernir sua relação exata com a dinastia ducida do século XI. A real linhagem de Constantino X morreu provavelmente antes de 1100, e os últimos descendentes conhecidos de seu irmão, o césar João, viveram na primeira metade do século XII. A maioria dos portadores do nome no século XII eram portando mais provavelmente membros de outras famílias que se conectaram por casamento com os Ducas e que escolheram enfatizar sua relação devido ao prestígio conferido ao nome.

### Ramos tardios
Neste sentido, misturado com outras famílias nobres ou adotado de novo mesmo por famílias humildes não relacionada com a linhagem original, o nome Ducas sobreviveu nos últimos séculos do Império Bizantino. Um exemplo proeminente do período bizantino tardio foram os Comnenoducas do Despotado do Epiro no noroeste da Grécia, fundado por Miguel I Comneno Ducas e outros descendentes de João Ducas, um neto de Aleixo I Comneno e Irene Ducena. A partir deles o sobrenome "Ducas" foi utilizado pelos governantes gregos, e depois sérvios, do Epiro e Tessália até o século XV. Outros exemplos incluem o imperador niceno João III Ducas Vatatzes (r. 1221–1254) e seus parentes, o historiador bizantino tardio Ducas, e o grande papia Demétrio Ducas Cabásilas em meados do século XIV.
O nome espalhou-se em toda parte através do mundo falante de grego bem como na Albânia e permaneceu consideravelmente comum até hoje. Entre os mais notáveis portadores do nome Ducas no período pós-bizantino estão o estudioso cretense do século XVI Demétrio Ducas, os governantes do século XVII da Moldávia Jorge Ducas e Constantino Ducas (a ascendência deles é variadamente tida como grega, valáquia ou albanesa) ou o estudioso e educador do século XIX Neophytos Doukas. Várias variações do nome também surgiram como Ducaces (Δουκάκης; cf. o antigo governador do estado de Massachusetts Michael Dukakis), Ducópulo (Δουκόπουλος), Ducato (Δουκάτος), Macroducas ou Macriducas (Μακροδούκας/Μακρυδούκας), etc. Outras variantes como Duceta (Δουκαΐτης) ou Ducides (Δουκίδης) parecem não derivar do sobrenome, mas de uma localidade e um primeiro nome "Ducas" respectivamente.